# Type 73 (metralhadora)
A Type 73 é uma metralhadora leve projetada e fabricada pelo Primeiro Bureau da Indústria de Máquinas da Coreia do Norte. É usada principalmente pelo Exército Popular da Coreia e, através do Irã, tem sido exportada para todo o Oriente Médio. Tem uma semelhança passageira com a metralhadora leve Bren.

## História
A Type 73 é baseada em um projeto soviético da década de 1960, provavelmente a metralhadora PK (PKM), embora a data de sua primeira produção na Coreia do Norte seja atualmente desconhecida. A arma teria sido vista na Zona Desmilitarizada da Coreia em 2002, quando uma equipe da Comissão de Armistício Militar do Comando da Organização das Nações Unidas disse à mídia que os soldados norte-coreanos haviam instalado várias Type 73 em posições de 100 a 400 metros ao norte da linha de demarcação. As armas teriam sido removidas no final de cada dia.
Devido à política de sigilo do governo norte-coreano, é difícil obter informações sobre a arma. Um exemplo foi adquirido pela Coreia do Sul. As autoridades norte-coreanas aparentemente não estavam satisfeitas com a arma e, em 1982, desenvolveram a metralhadora Type 82, que foi copiada mais diretamente do projeto da PKM. Isso pareceu substituir a Type 73 no serviço de linha de frente, já que foi menos usada desde o início da década de 1980, embora tenha sido possivelmente transferida para o serviço de reserva ou de milícia. Muitas foram fornecidas ao Irã durante a Guerra Irã-Iraque e algumas delas, por sua vez, foram fornecidas a grupos apoiados pelo Irã envolvidos na luta contra o Estado Islâmico do Iraque e do Levante (EIIL).
Desde meados de 2015, cópias norte-coreanas ou iranianas da Type 73 alimentadas por fita foram vistas em uso por milícias apoiadas pelo Irã, como as Forças de Mobilização Popular, bem como outras facções, incluindo as Brigadas Cristãs da Babilônia, que adquiriram as armas por meio de seus aliança contra o EIIS. No início de 2016, estavam sendo usadas na Síria e pelos hutis rebeldes no Iêmen.

## Projeto
O projeto é fortemente baseado na metralhadora PK soviética da década de 1960. No entanto, a Type 73 tem certas modificações locais, incluindo mangas da boca do cano removíveis e um sistema duplo de alimentação por carregador/fita, modelado após a metralhadora leve Vz. 52 tchecoslovaca, permitindo ao operador disparar a arma a partir de carregadores tipo cofre locais ou fitas de munição que podem ser usadas com a PKM. Uma característica incomum é um acessório de cano especial para permitir que a arma dispare granadas de bocal.
Acredita-se que a função de combate pretendida da arma seja a de uma arma automática de esquadrão. No entanto, ela usa um cartucho 7,62×54mmR, não o cartucho 7,62×39mm usado pelo fuzil de assalto Type 58, o fuzil de infantaria padrão da Coreia do Norte.
Isto é incomum, pois a maioria das armas automáticas de esquadrão do exército usa a mesma munição que os fuzis, de modo que todos os membros de uma unidade podem compartilhar munição e apenas um tipo precisa ser fornecido. Um cartucho maior é uma característica de uma metralhadora de uso geral, embora tais armas normalmente sejam alimentadas por fita e não usem carregadores tipo cofre.

## Operadores
- Irã[7]
- Iraque: Forças de Mobilização Popular[6]
- Coreia do Norte[6]
- Síria: Exército Sírio[6]

### Operadores não estatais
- Hezbollah[10]
- Hutis[6]
- Estado Islâmico